# Glauber (cráter)

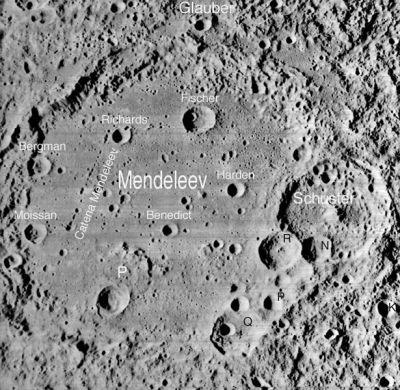
Localización de Glauber, justo al norte del gran cráter Mendeleev

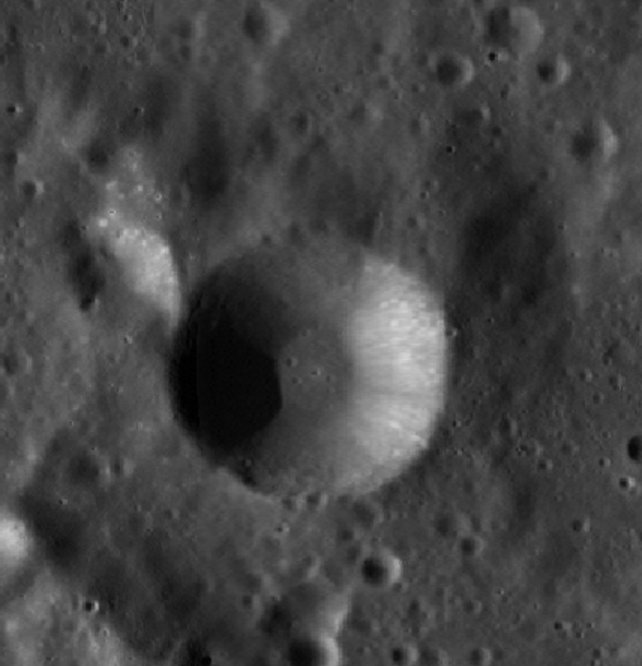
Cráter Glauber (imagen LRO)

Glauber es un pequeño cráter de impacto que se encuentra justo al norte de la gran llanura del cráter amurallado Mendeleev, ubicado en la cara oculta de la Luna.
Se localiza justo por fuera del borde irregular de Mendeleev, pero plenamente dentro del faldón exterior de material eyectado. Se trata de un cráter circular, con un borde que no se ha erosionado significativamente.
Las paredes interiores (de perfil sencillo, sin aterrazamientos) descienden hasta una pequeña plataforma situada en el punto medio, con un pico en el centro. El diámetro de esta plataforma interior es de apenas una tercera parte del que presenta todo el cráter.